# Jenna O'Hea
Jenna O'Hea (nacida el 6 de junio de 1987 en Melbourne, Australia) es una jugadora de baloncesto australiana. Ha conseguido tres medallas en competiciones internacionales con Australia.Juega para el Seattle Storm en la Asociación Nacional de Baloncesto Femenino, y para los Rangers de Dandenong en la Liga Nacional de Baloncesto Femenino. Es también miembro del equipo nacional de baloncesto femenino de Australia.
Participó en el campamento de entrenamiento del equipo nacional, celebrado del 14 al 18 de mayo de 2012 en el Instituto Australiano del Deporte. El periódico local esperaba que iba a ser un arranque olímpico en los Juegos de 2012. Jugadores ópalo hicieron al equipo usar zapatos Dunlop Volleys, que son muy codiciados por O'Hea. A principios de mayo de 2012, O'Hea y varios de sus compañeros del equipo nacional hicieron un esfuerzo de acondicionamiento de la fuerza en el período previo al campo de entrenamiento a mediados de mayo.